# Jacobus de Meerderekerk
Chrám Jacobus de Meerderekerk v nizozemském městě Uithuizen je novogotický kostel římskokatolické církve, zasvěcený svatému Jakubovi Staršímu.

## Historie
Poté, co se středověký kostel svatého Diviše v Uithuizenu stal protestantským po dobytí Groningenu, stal se apoštol Jakub Větší patronem římskokatolické farnosti v Uithuizenu, založené v roce 1606. V roce 1710 nahradil do té doby užívaný objekt stodolový kostel, který byl v letech 1778 a 1825 rozšířen. Kolem roku 1860 byl postaven nový kostel architektem J.F. Scheepersem (1818-1886), a to jen pár set metrů západně od starého kostela, kde se patrocinium navrátilo k původnímu zasvěcení - st. Jacobus de Meerkerk.
Kostel byl výrazně rekonstruován v průběhu 20. století v rámci úprav kostelů během období liturgické reformy po druhém vatikánském koncilu.

## Galerie

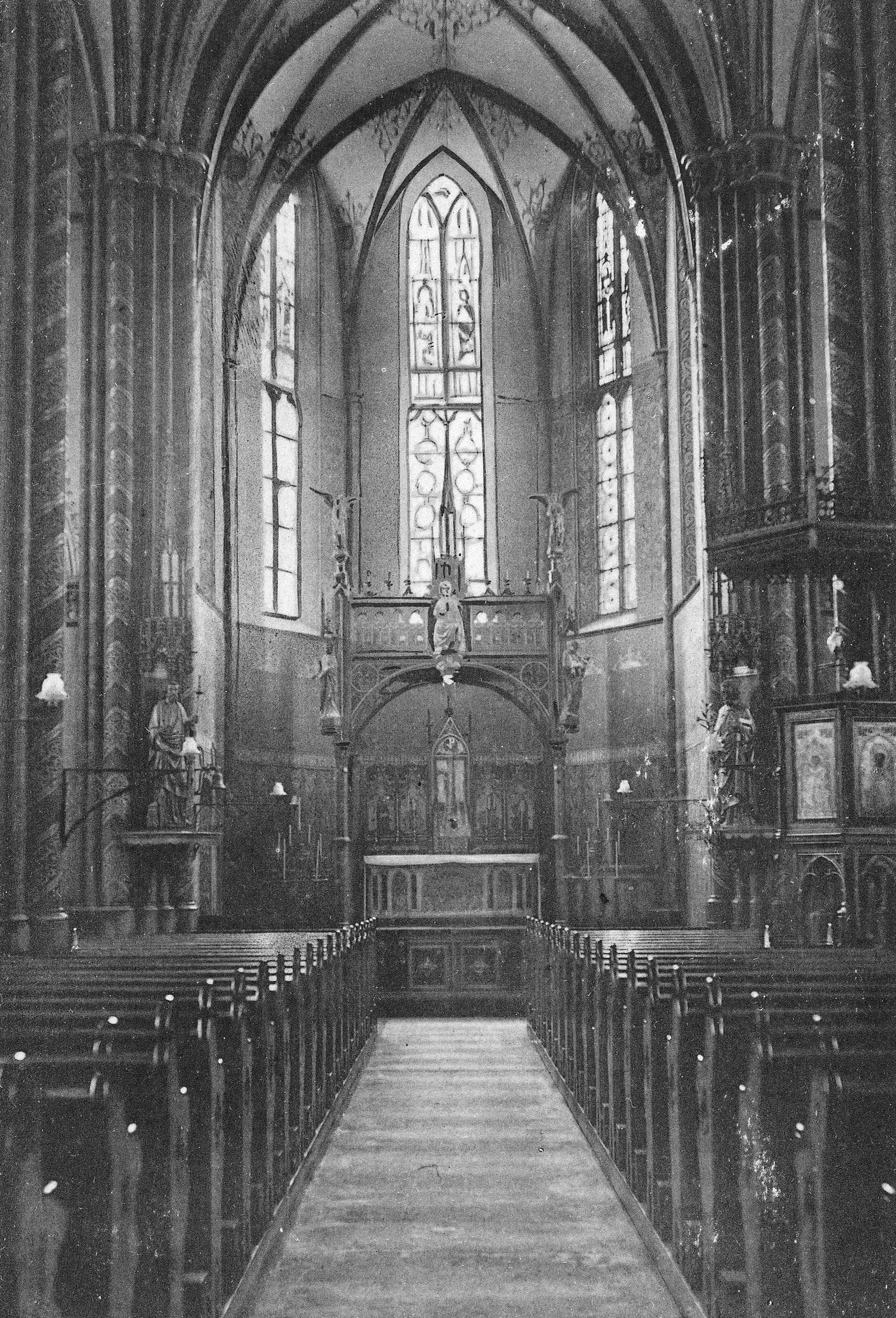
Kostel Jacobus de Meerderekerk (1920)
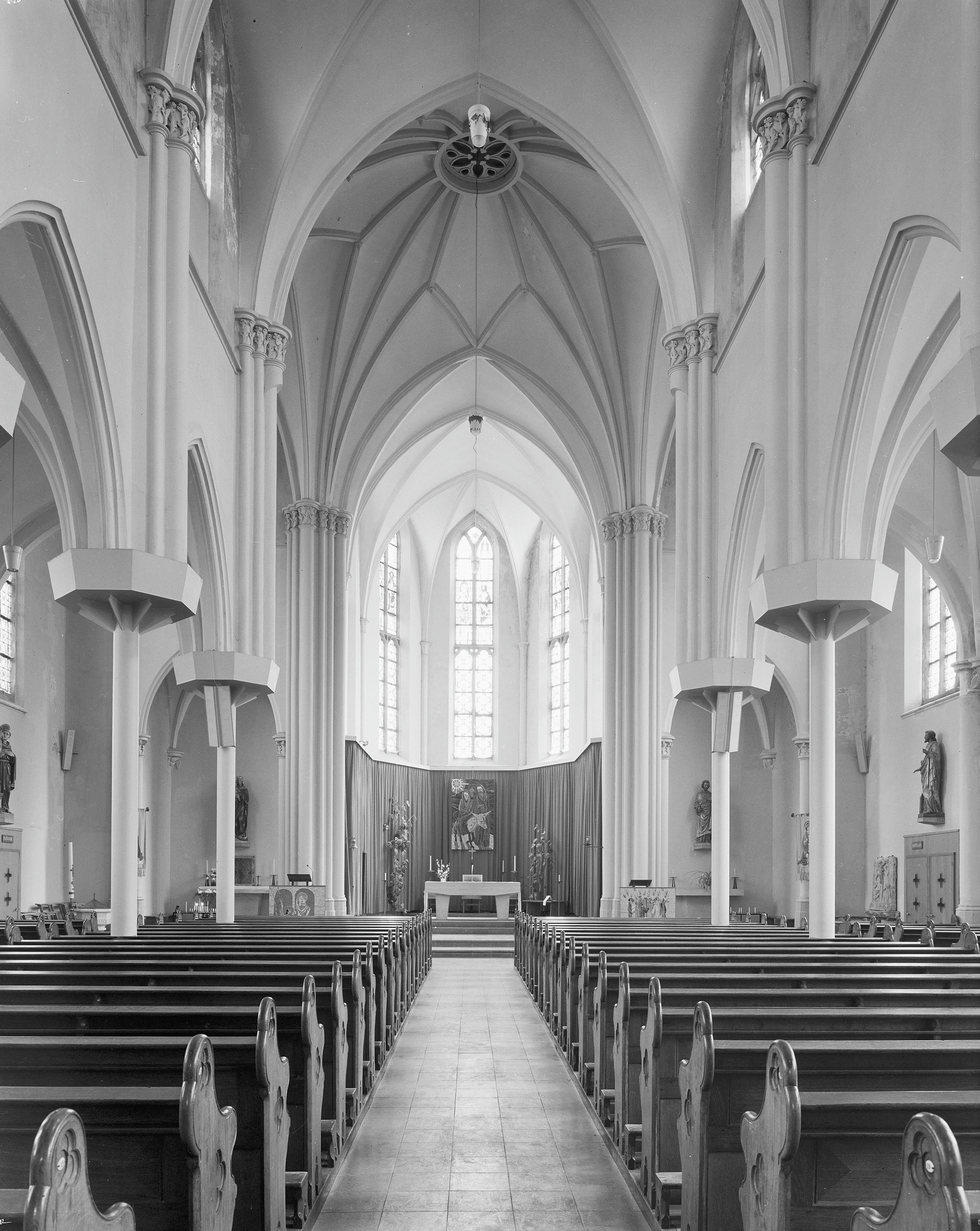
Kostel Jacobus de Meerderekerk (po koncilu)
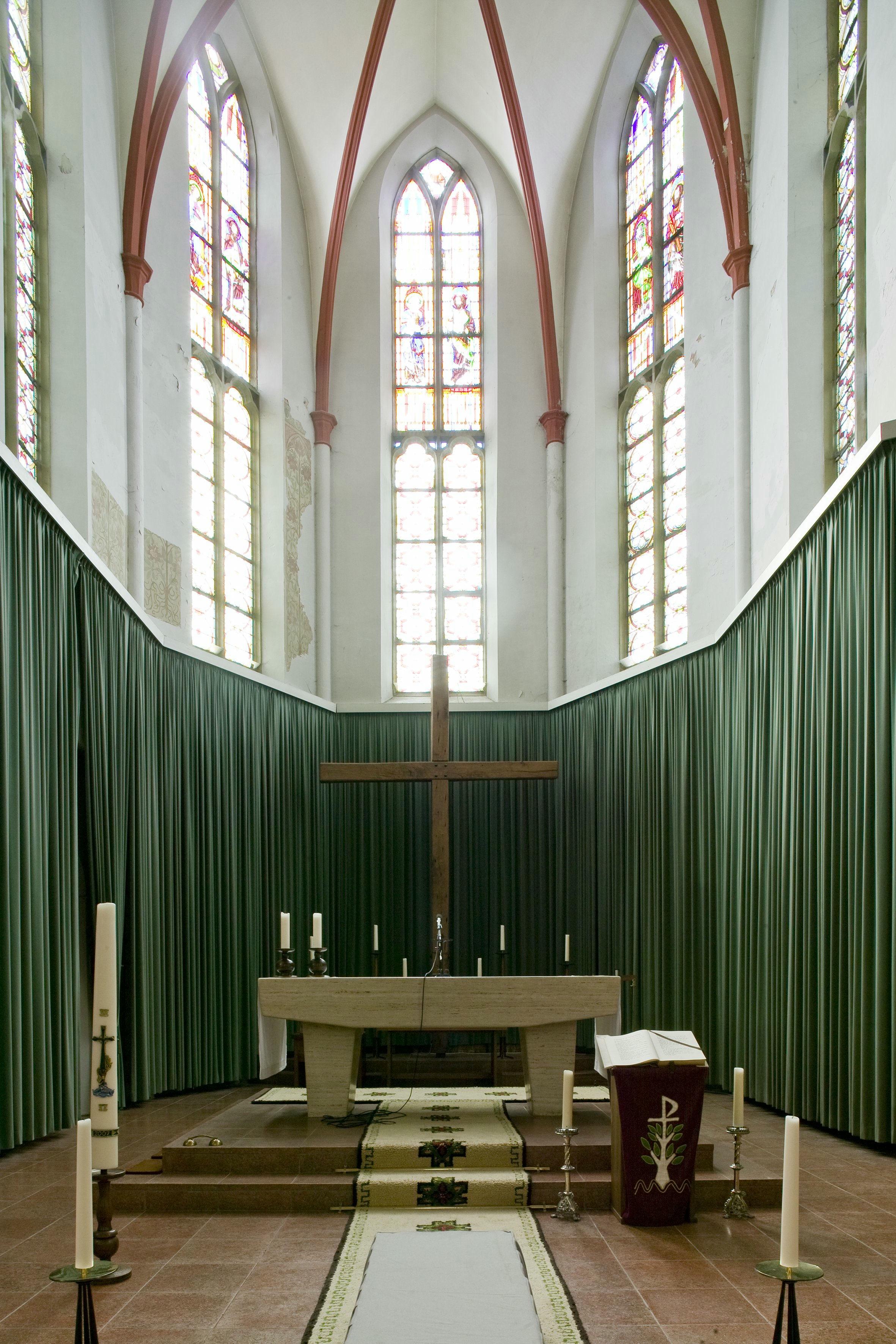
Kostel Jacobus de Meerderekerk (2008)